# غونتر هاسلر
غونتر هاسلر (بالألمانية: Günther Hasler)‏ هو منافس ألعاب قوى ليختنشتاني، ولد في 2 مايو 1951.

## وصلات خارجية
- غونتر هاسلر على موقع الاتحاد الدولي لألعاب القوى (الإنجليزية)
- غونتر هاسلر على موقع أوليمبيديا (الإنجليزية)